# General Lagos
General Lagos ist eine Gemeinde der Region Arica y Parinacota mit 684 Einwohnern (2017). Sie bildet die nördlichste Gemeinde in Chile und grenzt an die Staaten Bolivien und Peru. Der Hauptort der Gemeinde ist Visviri an der Grenze zu Bolivien.

## Geschichte
Das Gebiet, das einst zu Peru gehörte, wurde im Salpeterkrieg von den chilenischen Streitkräften erobert, und zwar von seinem Namensgeber und Kommandeur der chilenischen Truppen in der Schlacht von Arica, General Pedro Lagos.

## Demografie
Laut der Volkszählung 2017 lebten in der Gemeinde General Lagos 684 Personen. Davon waren 412 Männer und 272 Frauen, womit es einen starken Männerüberschuss gab.

## Verkehr
Die Gemeinde liegt an der Bahnstrecke Arica–La Paz, die hier auch einen gleichnamigen Bahnhof besitzt. Die Strecke wird in diesem Abschnitt aber ausschließlich von Güterzügen genutzt, Personenverkehr gibt es hier keinen mehr.